# 山南西道節度使
山南西道節度使，又稱興元節度使，為唐朝、五代山南西道地方的藩鎮節度使、宋代節度使之一。

## 沿革

### 唐朝
唐肅宗至德元年（756年）設置山南西道防禦守捉使。 
乾元二年（759年）另設興、鳳二州都團練守捉使，治鳳州。
上元元年（760年）升山南西道防禦守捉使為山南西道觀察使，治梁州（今陝西南鄭縣東）。
唐代宗寶應元年（762年）三月，升山南西道觀察使為節度使，下轄梁州、洋州、集州、壁州、文州、通州、巴州、興州、鳳州、利州、開州、渠州、蓬州，共十三州，治梁州，尋降為觀察使。
唐德宗建中元年（780年）升山南西道觀察使為節度使，仍舊領梁、洋、集、壁、文、通、巴、興、鳳、利、開、渠、蓬十三州。
興元元年（784年）升梁州為興元府，山南西道節度使兼興元尹，增領果、閬、金二州，文州改隸西川節度使，共領十五州，治興元府。
唐僖宗光啟元年（885年）升興、鳳二州都團練守捉使為防禦使，治鳳州。分置武定軍節度使於洋州。
二年（886年）升興、鳳二州防禦使為感義軍節度使。 
文德元年（888年）利州改隸感義軍節度使。 
唐昭宗景福元年（892年）閬州、果州改隸武定軍節度使。
光化元年（898年）蓬州、壁州改隸武定軍節度使。 
三年（900年）於巴州設置巴州防禦使。
天復二年（902年）八月，山南西道節度使李繼密投降王建，山南西道入王建控制之下。
天祐二年（905年）山南西道節度罷領金、巴、渠、開四州，蜀王王建置金州團練觀察使，裁撤巴州防禦使，以渠、巴、開三州隸屬金州觀察使。 
三年（906年）通州改隸利州節度使。 分興州、集州、壁州置興文節度使。至此，山南西道節度所領僅存興元府（梁州）。

### 五代
山南西道自唐末天復二年後受王建控制。三年，王建進封蜀王。
天祐四年（907年）朱溫篡唐；王建稱帝，山南西道與西川、武德、武信、永平、武泰、鎮江、武定、天雄、武興、昭武共十一節度為前蜀，改山南西道節度使為天義軍節度使，隨即改回原名。後又改稱山南節度使。
後唐莊宗同光三年（925年）十一月，後唐郭崇韜滅前蜀，山南節度入於後唐，仍稱山南西道節度使。
後唐明宗長興三年（932年），廢武興軍節度使，再次以鳳州、興州、文州隸屬山南西道。
後唐末帝清泰元年（934年）四月，張虔釗舉鎮投降後蜀孟知祥。

### 宋朝
宋太祖乾德三年（965年）宋朝滅後蜀，宋沿置山南西道節度，治梁州，又稱漢中郡、山南西節度。
宋太宗太平興國二年（977年），罷廢節度使統轄支郡，山南西道節度使成為或武職、宗室之官階、遙領之虛銜。
淳化四年（993年），撤廢山南西道。
至道三年（997年），升置興元府，山南西道節度僅為興元府之別稱。
南宋亡後廢除節度使。

## 歷任節度使
唐：
- 漢中王李瑀（756年—758年），山南西道觀察使
- 李栖筠（758年—759年）
- 李希言（759年—760年）
- 李揖（760年），采访使
- 高武光（761年—762年）
- 汧國公李勉（762年），山南西道觀察使
- 臧希讓（762年—763年），升節度使
- 張獻誠（764年—768年）
- 張獻恭（768年—779年）
- 李抱玉（770年—771年，辞让）
- 賈耽（779年—782年）
- 嚴震（782年—799年）
- 嚴礪（799年—806年）
- 柳晟（806年—808年）
- 裴玢（808年—812年）
- 趙宗儒（812年—814年）
- 鄭餘慶（814年—816年）
- 權德輿（816年—818年）
- 崔從（818年—821年）
- 烏重胤（821年—822年）
- 韋綬（822年—823年）
- 裴度（823年—826年）
- 王涯（826年—829年）
- 李絳（829年—830年）
- 溫造（830年—831年）
- 李載義（831年—833年）
- 李宗閔（833年—834年）
- 李德裕（834年，未任）
- 王源中（834年—835年）
- 李固言（835年—836年）
- 令狐楚（836年—837年）
- 鄭浣（837年—839年）
- 歸融（839年—841年）
- 崔琯（841年—843年）
- 孙简（843年—844年）
- 王起（844年—847年）
- 郑涯（848年—849年）
- 封敖（849年—854年）
- 蔣系（854年—857年）
- 卢钧（857年—859年）
- 柳仲郢（859年—860年）
- 苗恪（860年—862年）
- 李从晦（862年—864年）
- 蕭鄴（864年—867年），觀察使
- 李当（868年—870年）
- 王宗（871年—874年）
- 牛蔚（875年—877年）
- 吴行鲁（877年—879年）
- 郑延休（879年—880年）
- 牛叢（按两五代史·王建传、《十国春秋·前蜀高祖本纪》）或牛勗（按《资治通鉴》《新唐书·僖宗纪》）（880年—883年）
- 鹿晏弘（883年—884年）
- 石君涉（885年—886年）
- 盧渥（886年—887年）
- 楊守亮（887年—892年）
- 徐彦若（892年，未就任）
- 李继密（据《旧唐书·昭宗纪》）或李繼徽（据《旧五代史·李茂贞传》），留後（892年—895年）
- 李茂贞（893年，未就任）
- 李茂庄（895年—898年）
- 李茂貞（896年，未就任）
- 李继密（復名王万弘）（898年—902年）
- 王超（902年，留后）
- 王宗滌（902年）
- 王宗賀（902年—908年）

前蜀：
- 唐道襲（910年—912年）
- 王宗鐬（912年）
- 王宗翰（916年—917年）
- 王宗儔（920年）
- 王宗威（925年）

後梁：
- 寇彦卿（913年—915年，遥领）

後唐：
- 張筠（926年—927年）
- 王思同（931年—932年）
- 張虔釗（932年—934年）

後蜀：
- 武璋（934年）
- 張虔釗（934年）
- 赵季良（934年—946年）
- 安思謙（946年—947年）
- 孫漢韶（947年）
- 張虔釗（947年—948年）
- 李廷珪（948年—949年）
- 安思謙（949年）
- 韩保贞（951年）
- 王昭遠（952年）
- 李廷珪（952年—954年）
- 韓保貞（964年）

後漢：
- 劉承勳（山南西道為後蜀境，遙領）

南唐：
- 王延政（山南西道為後蜀境，遙領）

北宋：
- 趙德昭
- 趙德芳
- 文彥博
- 畢從乾
- 王宗
- 趙宗鐬